# Obrona
Obrona – zasadniczy rodzaj działań, zamierzony lub wymuszony rodzaj walki prowadzony po to, aby zapobiec opanowaniu przez wojska przeciwnika terenu i uniemożliwienia mu realizacji zakładanych celów, stwarzając w ten sposób warunki do działania zaczepnego.
Rodzaj działań bojowych wojsk zawczasu przygotowanych w oparciu o umocnienia terenowe, lub organizowany doraźnie, mający na celu przeciwdziałanie napaści nieprzyjaciela. Według teoretyków wojskowości okresu II RP działanie obronne nie daje rozstrzygnięcia, jeśli nie jest połączone z natarciem. To też działania obronne będą zjawiskiem przejściowym i miejscowym.

## Charakterystyka
Obrona jako podstawowy rodzaj walki jest działaniem zamierzonym lub wymuszonym, podejmowanym w czasie, kiedy przeciwnik posiada inicjatywę, w celu udaremnienia lub odparcia uderzeń wojsk przeciwnika, zadania im maksymalnych strat, utrzymania zajmowanego obszaru, zyskania czasu oraz stworzenia warunków do działań zaczepnych. Celem obrony jest uniemożliwienie przeciwnikowi opanowania terenu, rozbicie zgrupowań uderzeniowych i załamania jego natarcia oraz przejęcie inicjatywy.

Ponadto celem obrony może być:
- w wymiarze rzeczowym – zadanie nacierającemu maksymalnie dużych strat, aby pozbawić go możliwości kontynuowania działań zaczepnych i stworzyć warunki do rozbicia przeciwnika przy jak najmniejszych stratach własnych;
- w wymiarze przestrzennym – utrzymanie jak największej części bronionego obszaru, zapewniając jednocześnie warunki do odzyskania utraconych rejonów i odtworzenia pierwotnego położenia;
- w wymiarze czasowym – zyskanie czasu niezbędnego do stworzenia zgrupowań uderzeniowych przeznaczonych do wykonania zwrotu zaczepnego lub przejścia do przeciwuderzenia.

Końcowy rezultat obrony osiągnie się poprzez wykonanie wielu zadań cząstkowych rozłożonych w czasie i przestrzeni, wykonywanych dla jednego celu – zatrzymanie natarcia przeciwnika i odzyskanie utraconego terenu.

## Ujęcie historyczne
Każda walka (bitwa) obronna powinna być prowadzona z zastosowaniem klasycznej reguły „tarczy i miecza”. Rolę tarczy spełniają tu typowe działania defensywne, a mieczem zwrot zaczepny. Carl von Clausewitz w swoich rozważaniach określał to jako błyskawiczny miecz odwetowy to najświetniejszy punkt obrony. Dodawał też: kto się go nie domyśli w porę, a raczej, kto go nie włączy zaraz do pojęcia obrony, ten nigdy nie pojmie jej przewagi.
W okresie II Rzeczypospolitej uważano że: obrona ma zatrzymać działanie zaczepne nieprzyjaciela, zadać mu straty, przynieść zysk na czasie i pozwolić na zaoszczędzenie sił, a przez to na wytworzenie przewagi tam, gdzie szukamy rozstrzygnięcia lub wtedy, kiedy chcemy rozstrzygnięcie uzyskać. Działania obronne łatwo rozprzęgają siły duchowe oddziałów, wymaga potem większego wysiłku i charakteru ze strony dowódców.
W okresie II wojny światowej polskie Ministerstwo Obrony Narodowej – Centralna Komisja Regulaminowa Polskich Sił zbrojnych wydało w Wielkiej Brytanii podręcznik Uwagi o prowadzeniu działań wojennych oraz o dywizji piechoty w boju. Było to tłumaczenie instrukcji brytyjskiej i miało charakter wytycznych dowódcy 21 Grupy Armii marszałka Bernarda Law Montgomery’ego, Opisywano w nim między innymi działania obronne.
Każda obrona jest tymczasowa i stanowi wstęp do działań zaczepnych wychodzących z terenu obrony lub skądinąd.[...] musi mieć charakter zaczepny, zarówno celem zmylenia nieprzyjaciela, jak i podtrzymania nastroju własnych wojsk. Silnie zaczepne patrolowanie oraz użycie strzelców wyborowych, połączone z zaczepnym użyciem artylerii wsparcia, moździerzy i karabinów maszynowych umożliwi dowódcy [...] zachowanie inicjatywy oraz utrzymanie nieprzyjaciela na odpowiedniej odległości. Dowódca [...] powinien wykazać tu całą swą pomysłowość, nękając nieprzyjaciela coraz to nowymi „sztuczkami”.
Podstawowe zasady obrony (wg instrukcji).
- Wysunięte oddziały powinny przesłonić ośrodki główne
- Dowodzenie artylerią powinno być scentralizowane
- Ośrodki oporu należy przygotować do obrony ze wszystkich stron
- Trzeba posiadać odwody do natychmiastowych przeciwuderzeń i planowych przeciwnatarć
- Przeszkody powinny być ubezpieczone przed rozpoznaniem nieprzyjaciela

## Prowadzenie obrony

### Strefy obrony
Infrastruktura teatru wojny obejmuje odpowiednio przygotowane operacyjne obszary obrony i strefę strategiczną, a każdy z obszarów operacyjnych może składać się z pasa ubezpieczeń oraz dwóch podstawowych stref: taktycznej i operacyjnej. Pas ubezpieczeń tworzy się wówczas, gdy konieczne jest zyskanie czasu na zorganizowanie obrony siłami głównymi w głębi, gdy zamierza się wprowadzić przeciwnika w błąd co do skupienia głównego wysiłku obrony lub gdy warunki terenowe wskazywać będą na niecelowość usytuowania przedniego skraju obrony bezpośrednio wzdłuż granicy państwowej. Taktyczna strefa obrony to część obszaru operacji obronnej między przednim skrajem obrony, a operacyjną rubieżą obronną. Obejmuje pierwszy pas obrony i rubież pośrednią (ewentualnie drugi pas obrony). Operacyjną strefę obrony stanowi obszar od przedniego skraju operacyjnej rubieży obrony do rubieży strategicznej. Głównym elementem tej strefy jest operacyjna rubież obrony. Rozbudowuje się ją zawczasu i obsadza w toku bitwy związkami taktycznymi odwodu ogólnowojskowego. Między pasami i rubieżami przygotowuje się pozycje i rubieże ryglowe oraz samodzielne rejony i węzły obrony. Ważną rolę odgrywa fortyfikacyjna rozbudowa rejonów ześrodkowania wojsk, stanowisk ogniowych i startowych, stanowisk dowodzenia, rubieży rozwinięcia do przeciwuderzeń. Duże znaczenie ma rozbudowa systemu zapór inżynieryjnych oraz wykorzystanie naturalnych i innych ważnych obiektów infrastruktury w obszarze obrony.
Do obrony przechodzi się w styczności lub bez styczności z przeciwnikiem, a zależnie od czasu jakim wojska dysponują na zorganizowanie systemu obrony, wyróżnia się obronę zawczasu przygotowaną i doraźnie zorganizowaną.
Prowadzenie obrony można podzielić na etapy. Są to działania opóźniające prowadzone przez siły przysłaniania i obrona na dogodnych rubieżach jako rozstrzygająca walka obronna o utrzymanie zajmowanego rejonu obrony.
Działania sił przesłaniania
W sprzyjających warunkach należy zorganizować pas (rejon) sił przesłaniania. Wysyłając siły przed przednią linię obrony, uzyskuje się dodatkowy atut, jakim jest możliwość określenia punktu ciężkości nacierającego i zyskanie czasu na manewr siłami na ten kierunek. Zadanie w tym rejonie wykonują oddziały wydzielone od wzmocnionej kompanii do brygady. Dowódca dysponujący wysiłkiem lotnictwa wojsk lądowych może zorganizować taktyczny desant powietrzny lub grupę desantowo-szturmową. Pozostałe siły opóźniają natarcie przeciwnika na określonych kierunkach kanalizując przy tym jego ruch. Działanie tych elementów powinny być skoordynowane z ogniem własnej artylerii. Podczas zbliżania się sił przeciwnika do przedniej linii obrony, należy zwiększyć intensywność wsparcia ogniowego i umożliwienie siłom przesłaniania zerwanie styczności z przeciwnikiem. Pod osłoną ognia artylerii siły przesłaniania odchodzą z zajmowanych pozycji i wykorzystując przygotowane przejścia we własnych zaporach inżynieryjnych, przemieszczają się do rejonu położonego w głębi ugrupowania obronnego.
Rozstrzygająca walka obronna
Etap ten rozpoczyna się, gdy przeciwnik zbliży się do przedniej linii obrony. Obrońca rozbudowuje pod względem fortyfikacyjnym przede wszystkim pierwszą pozycję obronną. Na jej utrzymanie ukierunkowany jest jego główny wysiłek. Określa on też rejon kluczowy rozumiany jako skumulowanie odpowiednich sił w odpowiednim miejscu i czasie. Planuje się maksymalne natężenie ognia artyleryjskiego, największą gęstość ognia przeciwpancernego, broni pokładowej i strzeleckiej oraz duże nasycenie inżynieryjnymi środkami rażenia.
Walcząc o utrzymanie przedniej linii obrony należy stosować ześrodkowania ognia na najgroźniejszych zgrupowaniach, prowadzić manewr siłami i dążyć do zadania przeciwnikowi jak największych strat i powstrzymania jego ruchu do przodu. Działania wojsk operacyjnych wzmacniają jednostki obrony terytorialnej. Z powodzeniem mogą one bronić się na kierunkach pomocniczych. Takimi kierunkami są między innymi miejscowości w rejonie obrony.
Na tym etapie należy liczyć się z koniecznością prowadzenia równoległej walki z taktycznymi desantami powietrznymi, grupami dywersyjnymi, oddziałami wydzielonymi, obejścia, czy też oddziałami rajdowymi przeciwnika. Nacierający używa tych elementów w walce w głębi, z reguły poza rejonami obrony pierwszorzutowych pododdziałów. Do walki z nimi używa się odwodów.
Po odparciu ataku przed przednią linią zwalcza się wycofujące się lub przechodzące do obrony wojska przeciwnika, utrudnia mu wykonanie manewrów i ponowną organizację ataku. Jednocześnie oddziały odtwarzają strukturę obrony. Przygotowują się do ponownego odparcia kolejnych uderzeń, odtwarzają system ognia, zamykają przejścia w zaporach inżynieryjnych, dokonują poprawy rozbudowy punktów oporu i uzupełniają zużyte środki materiałowe.
W wypadku włamywania się przeciwnika w głąb obrony, broniący dąży się do zatrzymania jego natarcia od czoła z jednoczesnym uniemożliwienia rozprzestrzeniania się w głąb i w stronę skrzydeł, odizolowaniem podchodzących jego odwodów. Pododdziały mogę przejść na stanowiska zapasowe, a odwód może być wykorzystany do wyprowadzenia kontrataku.
W przypadku, kiedy przeciwnik przełamie pierwszą pozycję obrony i z powodzeniem kontynuuje natarcie, zasadne będzie przejście do blokowania. Cały ciężar walki skupiony będzie na wykorzystaniu dogodnych warunków terenowych, dokonaniu manewru sił na rubieże ryglowe i oporze na kolejnej pozycjach obrony. W tym przypadku istotną rolę odgrywa walka na rubieżach ogniowych. Szybkie, a zarazem skryte zajęcie dominującej rubieży terenowej oraz wykonanie silnego, zaskakującego ognia przeciwpancernego może zadać nacierającemu poważne straty. Będą one jeszcze większe, gdy nastąpi połączenie wysiłków wojsk wychodzących na rubieże ogniowe z działaniem odwodów specjalnych i śmigłowców bojowych. Powstrzymywanie i dezorganizowanie natarcia przeciwnika w tym etapie walki jest w gruncie rzeczy działaniem pasywnym, nie gwarantuje osiągnięcia zakładanego celu obrony. Można go osiągnąć jedynie w wyniku zwrotu zaczepnego wykonywanego przez broniące się wojska. Może też zajść konieczność zabezpieczenia wejścia do walki odwodów wyższego szczebla.
Zwrot zaczepny
Zwrot zaczepny jest końcową fazą pomyślnej obrony. Jego celem jest zmiana dotychczasowej sytuacji, rozbicie przeciwnika i odtworzenie poprzedniego położenia. Jeśli się powiedzie, obrońca przechyli szalę zwycięstwa na swoją korzyść; jeśli się nie, oznacza to z reguły jego ostateczną klęskę. Dlatego ważne jest przygotowanie warunków wykonania kontrataku lub przeciwuderzenia i wybór momentu jego wyprowadzenia.
By wyprowadzić skutecznie kontratak (przeciwuderzenie) winny być spełnione następujące warunki:
- zatrzymanie od czoła zgrupowania uderzeniowego przeciwnika
- odizolowanie jego odwodów na czas starcia w rejonie włamania
- zdezorganizowanie jego systemu informacyjnego
- zapewnienie panowania w powietrzu
- stworzenie warunków do sprawnego manewru sił własnych w celu stworzenia zgrupowania uderzeniowego.

Przy braku możliwości spełnienia tych warunków, obrońca zmuszony jest prowadzić działania na kolejnych rubieżach stwarzając warunki do ingerencji drugiego rzutu lub odwodu szczebla nadrzędnego. W razie przegrania walki, siły obrońcy mogą być wycofane z rejonu działań w celu odtworzenia zdolności bojowej. Związek operacyjny w takiej sytuacji może być także rozformowany, a jego związki taktyczne podporządkowane związkom sąsiednim. Takie rozwiązania, polegające na zmianie składu związków operacyjnych, jest typowe dla sztuki operacyjnej odróżniająca ją od taktyki.

## Cele obrony
Według Clausewitza najogólniejszym celem obrony jest przetrwanie, a jej istotą – odparcie natarcia przeciwnika. Z tego względu najistotniejszą cechą odróżniającą obronę od natarcia jest wyczekiwanie na ten cios. Wychodząc z tej teorii należy uznać, że każda obrona składa się z dwóch części – wyczekiwania i działania. Współcześnie, wobec dysponowania przez strony konfliktu dalekosiężnymi i precyzyjnymi środkami walki, teza ta traci w znacznej mierze swą aktualność. Obrońca może również wybierać moment rozpoczęcia starcia; może atakować zgrupowania uderzeniowe przeciwnika na dalekich przedpolach obrony, na drogach podejścia i w rejonach wyjściowych. Celem współczesnych działań obronnych jest uniemożliwienie przeciwnikowi opanowania terenu, rozbicie zgrupowań uderzeniowych i załamanie jego natarcia oraz przejęcie inicjatywy.
Do celów szczegółowych zalicza się
- utrzymanie określonego terenu,
- rozbicie przeciwnika, który włamał się w ugrupowanie obronne,
- zyskanie na czasie,
- zrównoważenie potencjałów walczących stron poprzez okresową utratę terenu,
- umożliwienie kolejnym siłom ześrodkowania się i wykonania zwrotu zaczepnego,
- zmuszenie przeciwnika do przyjęcia walki w niedogodnym dla niego terenie.

Ze względu na sposób rozegrania (zamiar) działań obronnych rozróżnia się:
- obronę manewrową (ruchową)
- obronę pozycyjną (stałą)

## System obrony
Jednym z najważniejszych przedsięwzięć w tworzeniu systemu obrony jest przyjęcie właściwego ugrupowania. Ugrupowanie winno być elastyczne i ciągle, a w miarę przeciwnika, dostosowywane do rozwijającej się sytuacji. Istotnym wskaźnikiem jest stopień jego skupienia oraz relacja między pierwszym i drugim rzutem lub odwodem. To także relacje między oporem pozycji i uderzeniem odwodów. Występują następujące prawidłowości charakteryzujące poprawnie skonstruowane ugrupowanie obronne.
W takim ugrupowaniu:
- im słabsze pozycje obronne z przodu, tym odwody muszą być silniejsze, im silniejsza pozycja, tym odwody mogą być słabsze;
- silnie rozbudowane pozycje obronne na dużą głębokość umożliwiają rozmieszczanie odwodów na większej głębokości bez obawy, że nie zdążą w porę wejść do walki,
- im szerszy pas odpowiedzialności, tym ugrupowanie musi być głębsze, przy czym punkt ciężkości tego ugrupowania musi być umiejscowiony na większej głębokości.

Najsłabszym ugrupowania jest ugrupowanie linearne i tylko pozornie osłania ono cały obszar odpowiedzialności. Fryderyk Wielki mówił: Kto chce bronić wszystkiego, nie broni niczego, a Józef Piłsudski: dążenie do tego, aby być silnym wszędzie, to ideał nieziszczalny, dający w wyniku wszędzie słabość. Ciągłe manewrowanie i przegrupowywanie sił w przygotowawczej fazie obrony ma również za zadanie mylenie przeciwnika i dążenie do wygrania walki w sferze informacyjnej. Istotną w tym rolę odgrywają działania sił w pasie przesłaniania i na pozycji przedniej.

### Struktura obrony
Strukturę obrony stanowi układ wzajemnych relacji elementów składających się na całość obrony. Przyjęte ugrupowanie nadaje odpowiedni do celu walki kształt strukturze obrony. Powinna być ona zgodna z potrzebami i możliwościami wojsk.
Dowódca organizujący obronę określa: rejony lub pozycje obrony (opóźniania), pozycję przednią, pozycje ryglowe, rejony stanowisk ogniowych artylerii, rubieże ogniowe i kierunki planowanych kontrataków, rubieże ogniowe odwodów przeciwpancernych i odcinki minowania oddziałów zaporowych, węzły, strefy zapór i niszczeń, strefy rażenia i pułapek ogniowych, rejony rozmieszczenia odwodów i wojsk wspierających oraz elementów rozpoznania, walki elektronicznej i działań psychologicznych, rejony rozmieszczenia oddziałów, pododdziałów i urządzeń logistycznych, lądowiska śmigłowców; stanowiska dowodzenia, rejony zastrzeżone, drogi manewru, dowozu i ewakuacji. Pozycje obrony należy rozbudowuje się wzdłuż naturalnych przeszkód terenowych odpowiednio je maskuje.

W skład struktury obrony wchodzą następujące elementy:
- pasy[a], rejony lub pozycje obronne,
- pas przesłaniania,
- pozycja przednia,
- pozycje ryglowe,
- rejony stanowisk ogniowych podporządkowanej artylerii,
- rubieże ogniowe i kierunki (rubieże) planowanych kontrataków,
- rubieże ogniowe odwodów przeciwpancernych,
- odcinki (rubieże) minowania oddziałów zaporowych,
- węzły, strefy zapór niszczeń, strefy rażenia i pułapek ogniowych,
- rejony rozmieszczenia odwodów wojsk wspierających,
- rejony rozmieszczenia elementów rozpoznania i walki elektronicznej,
- rejony rozmieszczenia oddziałów, pododdziałów urządzeń logistycznych,
- lądowiska śmigłowców,
- stanowiska dowodzenia,
- rejony zastrzeżone,
- drogi manewru, dowozu i ewakuacji.

Struktura obrony zawiera też:
- strefy ognia przeciwpancernego, przeciwlotniczego i środków rażenia
- strefy rażenia i pułapek ogniowych
- siły i środki zdobywania, przetwarzania i przesyłania informacji

## Normy taktyczne
Normy taktyczne należy traktować jako swego rodzaju wielkości odniesienia. Stanowią one orientacyjne ramy, są wypadkową różnych warunków organizowania i prowadzenia obrony. Norm taktycznych nie należy traktować jako coś niezmiennego. Trzeba do nich podchodzić elastycznie, stosownie do charakteru zadania i zamiaru działań przełożonego, miejsca i roli w ugrupowaniu szczebla nadrzędnego oraz składu i możliwości bojowych oddziału.
Normy taktyczne w Wojsku Polskim
|                                   | Na początku lat 90. XX wieku | Na początku lat 90. XX wieku | Na początku lat 90. XX wieku | I dekada XXI wieku | I dekada XXI wieku | I dekada XXI wieku | I dekada XXI wieku |
| Wyszczególnienie                  | DZ                           | BZ                           | pz                           | kzmech             | kzmot/kcz          | batalion           | BZ/BPanc           |
| --------------------------------- | ---------------------------- | ---------------------------- | ---------------------------- | ------------------ | ------------------ | ------------------ | ------------------ |
|                                   | pas obrony                   | rejon obrony                 |                              | punkt oporu        | punkt oporu        | rejon obrony       |                    |
| Szerokość (km)                    | 30 i więcej                  | 20-30                        | 10-15                        | do 1,5 km          | 1,5−2 km           | do 5 km            | do 15 km           |
| Głębokość (km)                    | 20-25                        | >15                          | 10-12                        | do 1 km            | 1−2 km             | do 6 km            | < 15 km            |
| Liczba pozycji                    | 3-4                          | 1-2                          | 1-2                          |                    |                    | 1 pozycja          | 2 pozycje          |
| Luki                              |                              |                              |                              | 100−150 m          | 100−150 m          | 0,5−1,5 km         |                    |
| Głębokość pozycji (km)            | 2-3                          | 2-3                          | 2-3                          |                    |                    |                    |                    |
| Odległość między pozycjami (km)   | 3-5                          | 3-5                          | 3-5                          |                    |                    |                    |                    |
| Głębokość pasa przesłaniania (km) | 10-15                        | 10-15                        | 10-15                        |                    |                    |                    |                    |
| Oddalenie pozycji przedniej (km)  | 6-8                          | 6-8                          | 6-8                          |                    |                    |                    |                    |

## Inne rodzaje obrony
- obrona cywilna – mobilizacja, organizacja i kierowanie ludnością cywilną, prowadzone w celu minimalizacji środkami pasywnymi rezultatów działań przeciwnika przeciwko wszystkim aspektom życia ludności cywilnej;
- obrona okrężna – obrona bez odsłoniętego skrzydła, obejmująca siły rozwinięte wzdłuż obwodu obszaru obrony;
- obrona pasywna – środki podjęte do zmniejszenia prawdopodobieństwa efektów zniszczeń spowodowanych działaniem przeciwnika;
- obrona doraźna – obrona organizowana zwykle w czasie nawiązania kontaktu z przeciwnikiem lub gdy kontakt taki jest nieunikniony, a czas na jej zorganizowanie jest ograniczony; charakteryzuje się poprawianiem naturalnych walorów obronnych terenu przez wykorzystanie zniszczeń, stanowisk i przeszkód;
- obrona przeciwchemiczna – metody, planowanie i procedury stosowane w celu określenia i realizacji środków obrony przed atakiem z wykorzystaniem broni chemicznej;
- obrona przeciwlotnicza – wszelkie środki zastosowane do wykrycia, zidentyfikowania, przechwycenia lub zniszczenia środków ataku powietrznego;
- obrona przed bronią masowego rażenia – wdrożenie koncepcji, założeń doktrynalnych, procedur oraz wykorzystanie sprzętu w celu obrony przed uderzeniami bronią jądrową, biologiczną, chemiczną i radiacyjną albo zagrożeniami wynikającymi z możliwości powstania skażeń spowodowanych innym zdarzeniem niż uderzenie bronią masowego rażenia;
- obrona radioelektroniczna – dział walki radioelektronicznej obejmujący działania podejmowane w celu zapewnienia skutecznego wykorzystania widma elektromagnetycznego przez siły własne, pozbawiające jednocześnie przeciwnika możliwości wykorzystania energii elektromagnetycznej.